# Mexipedium xerophyticum
Mexipedium xerophyticum là một loài thực vật có hoa trong họ Lan. Loài này được (Soto Arenas, Salazar & Hágsater) V.A.Albert & M.W.Chase mô tả khoa học đầu tiên năm 1992.